# Squadra turkmena di Coppa Davis
La squadra turkmena di Coppa Davis rappresenta il Turkmenistan nella Coppa Davis, ed è posta sotto l'egida della Turkmenistan Tennis Association.
La squadra ha esordito nel 2004 e non è mai riuscita a superare il Gruppo IV della zona Asia/Oceania, l'ultimo livello della competizione. Il primo accoppiamento vinto dai turkmeni è stato solo nel 2007 contro il Bahrain, dopo 14 sconfitte consecutive.

## Organico 2012
Aggiornato agli incontri del Gruppo IV della zona Asia/Oceania (16-21 aprile 2012). Fra parentesi il ranking del giocatore nel momento della disputa degli incontri.
- Aleksandr Ernepesov (ATP #)
- Georgiy Pochay (ATP #)
- Eziz Davletov (ATP #)
- Jamshid Ilmuradov (ATP #)